# Tegal Sari (Dolok Masihul)
Tegal Sari is een bestuurslaag in het regentschap Serdang Bedagai van de provincie Noord-Sumatra, Indonesië. Tegal Sari telt 1383 inwoners (volkstelling 2010).